# هنري كلاي إيد
هنري كلاي إيد هو قاضي ودبلوماسي وسياسي أمريكي، ولد في 18 سبتمبر 1844 في بارنيت في الولايات المتحدة، وتوفي في 13 يونيو 1921 في سانت جوهانسبوري في الولايات المتحدة. نشط حزبياً في الحزب الجمهوري. وقد انتخب سفير وانتخب الحاكم العام في الفلبين ‏.